# Хошеутовский улус
Хошеутовский улус (Хошудовский улус), также Александровский улус — административно-территориальная единица, существовавшая в Калмыцкой степи и Калмыцкой автономной области.
Летом Хошеутовский улус кочевал на луговой стороне Волги, а зимой располагался на правом берегу, западнее станиц Дурновской, Лябяжинской и Замьянской. Калмыки Хошеутовского улуса кочевали по берегам Ахтубы и Волги; главная улусная ставка находилась в Тюменевке. Пространство улуса — 1 266 697 дес. В улусе числилось 19 родов, 19 аймаков.
В 1896 году в Александровском улусе было учтено 2053 кибитки, 4484 мужского и 4459 женского, а всего 9 163 душ.

## История
В 1785 году нойон Тюмень сообщал, что после откочёвки части калмыков в Джунгарию в 1774 году в его распоряжении осталось всего 892 кибитки — всего 3400 душ. После смерти Теке и его сына Люрупа Хошеутовский улус остался в единственном владении наследников Тюмен-Джиргалана. Субэтнический состав улуса был неоднородным. По сведениям главного попечителя калмыцкого народа К. Костенкова у Замьяна было 817 кибиток, из которых 63 его собственные, а 754 оставшиеся после Убаши-хана, то есть торгуты, подаренные за потерю собственных, а у Теке — 285 кибиток, из них собственные его 135, а подаренные из торгутовских — 150 кибиток. У самого Тюмен-Джиргалана всего было 315 кибиток, из них 58 кибиток хойтов, а 257 отданы из торгутовских, оставшихся после Убаши. Итого в улусе было 1417 кибиток, из них собственно хошеутов — 185 и 58 кибиток хойтов, а остальные 1174 кибитки были торгутами, в основном эркетены, кереты, цатаны, шабинеры. В состав хойтов входили теленгиты, урянхасы.
Во второй половине XIX века в связи с восшествием на престол Александра III, по ходатайству владельца улуса князя Тюменя, улус был переименован в Александровский.
Владельцы Хошеутовского улуса имели крупные земельные участки в виде дач, приобретенных ими для совместного пользования с хошеутовскими калмыками. Но постепенно потомки Тюменей стали рассматривать эти земли как свои собственные. По своему усмотрению они сдавали их русским крестьянам в аренду. Эти земельные захваты сокращали пастбища и сенокосные угодья, что приводило к усилению социального расслоения в аймаках. На этой почве возникло известное в истории «Шамбайское дело» — крестьянское движение в Хошеутовском улусе, длившееся с 1904 года вплоть до начала первой мировой войны.
В 1920 году Хошеутовский улус был включён в состав Автономной области Калмыцкого народа c административным центром в посёлке Шамбай.
В 1930 году Хошеутовский улус был упразднён и вместе с присоединенными к нему Зюневским, Цаган-Аманским и Эркетеневским сельсоветами Багацохуровского улуса и поселков Калмыцкий Базар и Ниицян составил Приволжский район.

## Население
Динамика численности населения
| 1896 | 1904 |
| ---- | ---- |
| 9163 | 8070 |

## Аймачное деление
Согласно Памятной книжке Астраханской губернии на 1914 год Алексадровский улус объединял 2 аймака:
- Сереб-Джаповский;
- Тюменевский.